# Fabio Bonizzoni
Fabio Bonizzoni (* 1965 in Mailand) ist ein italienischer Organist und Cembalist.

## Leben und Werk
Bonizzoni schloss ein Studium für Orgel, Orgelkomposition und Cembalo in Italien mit „summa cum laude“ ab. Von 1987 bis 1994 absolvierte er Aufbaustudien bei Ton Koopman am Koninklijk Conservatorium Den Haag im Fach Barockorgel und Cembalo.
Bonizzoni wirkt als Professor für Cembalo am Konservatorium von Trapani, am Konservatorium der italienischen Schweiz in Lugano und hat von 2006 bis 2007 als Professor für Cembalo am Konservatorium von Den Haag in den Niederlanden gewirkt. Bonizzoni ist Präsident der „Associazione Hendel“, einer italienischen Musikgesellschaft, die sich für die Verbreitung und Aufführung des Werkes von Georg Friedrich Händel in Italien einsetzt.
Bonizzoni nahm an zahlreichen Festivals für Alte Musik und insbesondere an den „Barockfestivals“ in vielen italienischen und europäischen Städten teil. Er spielte unter anderem für das Concertgebouw in Amsterdam, für das Rheingau Musik Festival in Wiesbaden, für die Stiftung Cini de Venezia, beim September Musikfestival von Turin, beim Barockfestival in Viterbo oder auch bei den Tagen Alter Musik Regensburg 2019, von denen beispielsweise Aufführungen von Bonizzoni im Rahmen des ARD Radiofestivals am 18. August 2019 im deutschen Rundfunk übertragen wurden.
Im Mai 2004 nahm Bonizzoni in der „Chiesa del Colletto“ von Roletto die Goldberg-Variationen von Johann Sebastian Bach auf einem Cembalo von Willem Kroesbergen für das spanische Label Glossa auf. 2011 spielte Bonnizoni, teilweise mit einem zweiten Cembalo gespielt von Mariko Uchimura, Bachs Die Kunst der Fuge ein.
Neben seiner solistischen Tätigkeit tritt Bonizzoni als Mitglied und Leiter seines 1995 gegründeten Ensembles La Risonanza auf.